# Diogo Freitas do Amaral

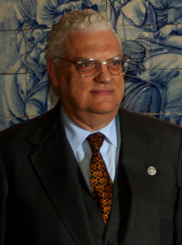
Diogo Freitas do Amaral (2005)

Diogo Pinto de Freitas do Amaral [ˈdi̯oɣu ˈfɾɐi̯tɐʃ du ɐmɐˈɾal] anhörenⓘ (* 21. Juli 1941 in Póvoa de Varzim, Portugal; † 3. Oktober 2019 in Cascais) war ein portugiesischer Jurist und Politiker. Er war Mitbegründer der rechtskonservativen Partei Centro Democrático e Social (CDS).
Freitas do Amaral gehörte zwischen 1980 und 2006 mehreren portugiesischer Regierungen an. So war er unter anderem Außenminister, stellvertretender Premierminister und Verteidigungsminister von Portugal, wie auch Präsidentschaftskandidat seiner Partei und Parteivorsitzender.

## Jugend und Ausbildung
Diogo Freitas do Amaral wurde am 21. Juli 1941 in Póvoa de Varzim, einer Stadt im Großraum Portos, geboren. Er verbrachte seine Kindheit zwischen Póvoa da Varzim, Geburtsort seiner Mutter Maria Filomena de Campos Trocado, und Guimarães, Geburtsort seines Vaters Duarte Pinto de Carvalho Freitas do Amaral. Seine zwei Brüder verstarben noch im Kindesalter.
Freitas do Amaral absolvierte bis 1959 seine Schulausbildung am Liceu Pedro Nunes in Lissabon. Anschließend begann Amaral im Alter von 18 Jahren Jura an der Universität Lissabon zu studieren, er schloss das Studium 1963 mit dem Lizenziat (licenciatura) ab.

## Akademische Karriere
Als Schüler von Marcelo Caetano entschied sich Amaral die akademischen Karriere weiter zu beschreiten und sich auf Verwaltungsrecht zu spezialisieren. 1964 schloss er einen Zusatzkurs im Bereich der politisch-wirtschaftlichen Wissenschaften ab, seine Abschlussarbeit mit dem Titel A utilização do domínio público pelos particulares (zu Deutsch in etwa „Nutzung der Gemeinfreiheit durch Einzelne“). 1967 promovierte er im Bereich der politisch-rechtswissenschaftlichen Studien, seine Promotion trug den Titel  A execução das sentenças dos tribunais administrativos (zu Deutsch in etwa „Vollstreckung von Entscheidung der Verwaltungsgerichte“). 1970 übernahm er einen Lehrstuhl an der Rechtswissenschaftlichen Fakultät der Universität Lissabon.
1977 begann Amaral seine Zusammenarbeit mit der Juristischen Fakultät der Portugiesischen Katholischen Universität. Nachdem er 1998 zu den Gründern der Juristischen Fakultät der Neuen Universität Lissabon gehört hatte, verließ er die Universität Lissabon und widmete sich bis 1999 ausschließlich der Lehre an der Neuen Universität von Lissabon. Am 22. Mai 2007 unterrichtete er seinen letzten Kurs an der Universität mit dem Titel „Änderungen des Verwaltungsrechts in den letzten 50 Jahren“. Anschließend war er noch mehrere Jahre an der Juristischen Fakultät der Universidade Lusófona tätig.
Freitas do Amaral ist Autor des Werkes Curso de Direito Administrativo (Studiengang des Verwaltungsrechts), das seit 1986 in mehreren Auflagen erschien. Freitas do Amaral gilt als einer der wichtigsten Vertreter des Verwaltungsrechts der sogenannten „Lissabonner Schule“, die eine neue Generation von Juristinnen und Juristen nach der Nelkenrevolution bildete. Zu dieser Generation gehören unter anderem auch Maria da Glória Garcia, Luís Fábrica, Vasco Pereira da Silva, Maria João Estorninho, Paulo Otero und Carla Amado Gomes.

## Politische Karriere

### Gründung des CDS
Diogo Freitas do Amaral sah sich als Vertreter und Verteidiger einer „europäischen Christdemokratie“ in Portugal und gehörte zu den wichtigsten politischen Figuren Portugals nach der Nelkenrevolution 1974. Zusammen mit anderen Mitstreitenden gründete er das Centro Democrático e Social (abgekürzt CDS, zu Deutsch „Demokratisches und soziales Zentrum“). Die Mitglieder wählten Freitas do Amaral zum ersten Vorsitzenden der Partei, er leitete die Politische Kommission der Partei bis 1982.
Für das CDS war Freitas do Amaral Mitglied der Verfassungsgebenden Versammlung Portugals nach 1975. Als einzige Partei stimmte das CDS in der Versammlung aufgrund ihrer stark sozialistischen Komponenten gegen die Annahme der vorgeschlagenen Verfassung von 1976. Von 1974 bis 1975 war auch Mitglied des Staatsrates, von 1976 bis 1983 Mitglied des portugiesischen Parlaments.

### Außenminister und Verteidigungsminister
1979 bildete Freitas do Amaral mit seiner Partei CDS das Wahlbündnis Aliança Democrática (AD, Demokratische Allianz) zusammen mit der rechtsliberalen PSD unter Francisco Sá Carneiro sowie der konservativem Kleinpartei PPM unter Gonçalo Ribeiro Teles. Das Wahlbündnis gewann bei den Parlamentswahlen 1979 erstmals in der portugiesischen Geschichte nach 1974 eine absolute Mehrheit, und konnte diese bei den vorzeitig angesetzten Wahlen 1980 sogar ausbauen.
Nach diesem Ergebnis war Freitas do Amaral von Januar bis Dezember 1980 als stellvertretender Ministerpräsident und Außenminister Teil des 6. portugiesischen Regierung (Kabinett Sá Carneiro). Nach dem Flugzeugabsturz von Camarate, bei dem Premierminister Francisco Sá Carneiro am 4. Dezember 1980 verstarb, übernahm Freitas do Amaral das Amt des Premierministers derselben Regierung. Unter der Leitung von Francisco Pinto Balsemão, der Sá Carneiro später als Premierminister ablöste, trat er Monate später als stellvertretender Premierminister und Minister für Verteidigung von 1981 bis 1983 in die Regierung unter Pinto Balsemão (Kabinett Pinto Balsemão I) ein. Die Verfassungsrevision 1982, die durch einen Kompromiss mit Mário Soares von den portugiesischen Sozialisten erreicht werden konnte, gilt als eine der größten politischen Erfolge der Regierung unter Pinto Balsemão. Im Rahmen der Revision konnte Amaral sein bereits in der verfassungsgebenden Versammlung proklamiertes Ziel die stark sozialistischen Komponenten der Verfassung zu entfernen erreichen.
Von 1981 bis 1983 war Freitas Amaral Präsident der Europäischen Volkspartei. 1986 ging Freitas do Amaral als gemeinsamer Kandidat des konservativen politischen Lagers und klarer Favorit in die Wahlen zum portugiesischen Staatspräsident. Nachdem er im ersten Wahlgang noch mit 46,31 % der abgegebenen Stimmen klar vor dem PS-Kandidaten Mário Soares (25,43 %) und dem von PCP und PRD unterstützten Salgado Zenha (20,88 %) geführt hatte, unterlag er in der Stichwahl überraschend mit 48,82 % der abgegebenen Stimmen gegen Mário Soares (51,18 %).

### Bruch mit dem CDS
1992 brach Freitas do Amaral mit seiner Partei CDS aufgrund der zunehmend antieuropäischer Haltung unter dem neuen Vorsitzenden Manuel Monteiro, nachdem die Partei intern gegen den Vertrag von Maastricht gestimmt hatte. Er blieb jedoch Mitglied der Europäischen Volkspartei, die aus demselben Grund seine Partei vorübergehend aus ihrem Verband ausschloss. Zwischen 1995 und 1996 leitete er die Generalversammlung der Vereinten Nationen.
2003 kritisierte er zusammen mit Mário Soares heftig den amerikanischen Krieg gegen den Irak und die Position der damaligen portugiesischen Koalitionsregierung unter Barroso, bestehend aus PDS und CDS. Während des Wahlkampfes 2005 schrieb er einen vielbeachteten Beitrag in der Zeitschrift Visão, in dem er eine absolute Mehrheit der Sozialisten forderte, was ihm heftige Kritik aus dem konservativen Lager einbrachte.
Die Sozialisten errangen bei den Parlamentswahlen im Frühjahr 2005 erstmals in der portugiesischen Geschichte eine absolute Mehrheit. Der neue sozialistische Ministerpräsident José Sócrates bat ihn darauf überraschend, das Amt des Außenministers zu übernehmen, was er nach kurzer Bedenkzeit akzeptierte und als parteiloses Mitglied in die Regierung eintrat. Kurz darauf beschloss die Europäische Volkspartei, ihm bis auf weiteres seine Mitgliedschaft zu entziehen. Auch seine ehemalige Partei CDS kritisierte seine Haltung. Im Juni 2006 trat er aus gesundheitlichen Gründen vom Amt des Außenministers zurück.

## Privat
Diogo Freitas do Amaral heiratete am 31. Juli 1965 seine Frau Maria José Salgado Sarmento de Matos, die unter anderem Pseudonym Maria Roma als Romanautorin in Portugal Bekanntheit erlange. Das Ehepaar hatte vier Kinder.

## Tod
Diogo Freitas do Amaral starb am 3. Oktober 2019 im Alter von 78 Jahren an den Folgen von Knochenkrebs und damit verbundener Blutungen im CUF-Krankenhaus im Lissabonner Vorort Cascais. Die portugiesische Regierung ordnete daraufhin einen Tag Staatstrauer an. Die Trauerfeier fand im Mosteiro dos Jerónimos in Belém statt, die Beisetzung anschließend im Rahmen eines Staatsaktes am 5. Oktober 2019 auf dem Cemitério da Guia in Cascais.

## Ehrungen
Diogo Freitas do Amaral erhielt zahlreiche Auszeichnungen und Ehrungen, darunter:
- Ritter des Großkreuzes des Verdienstordens der Italienischen Republik (3. November 1980)
- Großkreuz des Sankt-Olav-Orden (3. November 1980)
- Großes Verdienstkreuz mit Stern und Band des Verdienstordens der Bundesrepublik Deutschland (22. Dezember 1980)
- Großkreuz des portugiesischen Christusorden (3. August 1983)
- Großkreuz des Orden des Infanten Dom Henrique (9. Juni 1994)
- Großkreuz des Orden des heiligen Jakob vom Schwert (9. Juni 2003)
- Kommandant des Ordre national du Mérite (27. Januar 2006)
- Erste Klasse des Weißsternordens (29. März 2006)
- Ehrendoktorwürde der Universidade Nova de Lisboa (2015)

## Nachweise
1. ↑  Morreu Freitas do Amaral, fundador do CDS. Abgerufen am 3. Oktober 2019 (portugiesisch).
2. 1 2 3 4  Freitas do Amaral. Velório nos Jerónimos e funeral em Cascais. In: Público. 3. Oktober 2019, abgerufen am 4. Oktober 2019 (portugiesisch).
3. ↑  Nuno Ribeiro: Freitas do Amaral fundou um partido e morreu politicamente só. In: Público. 3. Oktober 2019, abgerufen am 4. Oktober 2019 (portugiesisch).
4. ↑  Revisões constitucionais. Abgerufen am 4. Oktober 2019.

| Vorgänger             | Amt                                    | Nachfolger               |
| --------------------- | -------------------------------------- | ------------------------ |
| Francisco Sá Carneiro | Premierminister von Portugal 1980–1981 | Francisco Pinto Balsemão |

| Personendaten    | Personendaten                     |
| ---------------- | --------------------------------- |
| NAME             | Freitas do Amaral, Diogo          |
| ALTERNATIVNAMEN  | Freitas do Amaral, Diogo Pinto de |
| KURZBESCHREIBUNG | portugiesischer Politiker (CDS)   |
| GEBURTSDATUM     | 21. Juli 1941                     |
| GEBURTSORT       | Póvoa de Varzim, Portugal         |
| STERBEDATUM      | 3. Oktober 2019                   |
| STERBEORT        | Cascais                           |